# VI dinastia egizia
La VI dinastia si inquadra nel periodo della storia dell'Antico Egitto detto Antico Regno che copre un arco di tempo dal 2350 a.C. al 2190 a.C..

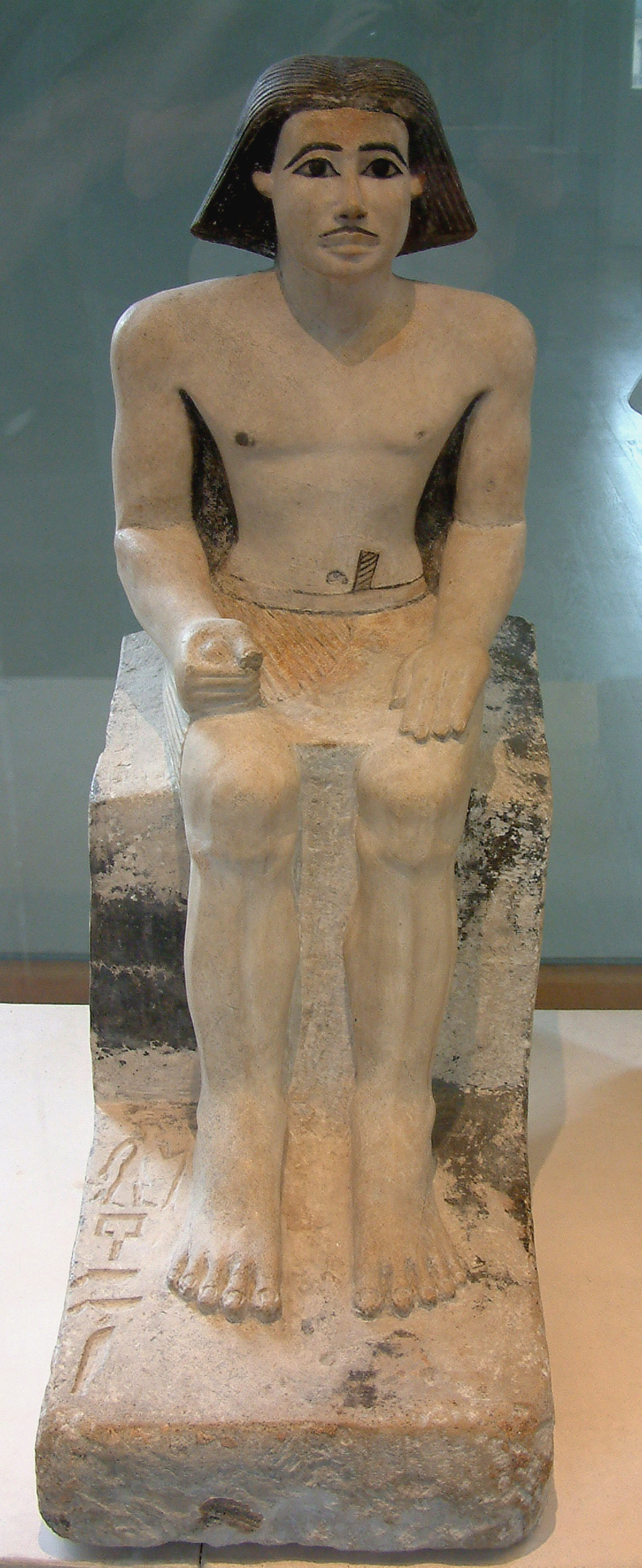
Kheti, maggiordomo, VI dinastia. Museo del Louvre, Parigi

| Nome Horo   | Lista di Abido     | Lista di Saqqara | Canone Reale | Manetone     | Altri nomi              | periodo di regno      |
| ----------- | ------------------ | ---------------- | ------------ | ------------ | ----------------------- | --------------------- |
| Sehoteptawy | Teti (faraone)     | Teti (faraone)   | illeggibile  | Othoes       |                         | 2350 a.C. - 2330 a.C. |
|             | Userkara           |                  | riga persa   |              |                         | intorno 2330 a.C.     |
| Merytawy    | Meryra             | Pepy             | illeggibile  | Phios        | Pepi I                  | 2330 a.C. - 2280 a.C. |
| Ankhkhau    | Merenra            | Merenra          | illeggibile  | Methusuphis  | Merenra I               | 2280 a.C. - 2275 a.C. |
| Netjerkhau  | Neferkara          | Neferkara        | illeggibile  | Phiops       | Pepi II                 | 2275 a.C.- 2200 a.C.  |
| s...tawy    | Merenra Diefaemsaf | non citato       | illeggibile  | Menthesuphis | Merenra II Antiemsaf II | intorno 2200 a.C.     |
|             |                    |                  | Nitokerty    | Nitocri      |                         | 2200 a.C. - 2190 a.C. |
|             |                    |                  | Neferka      |              |                         | intorno 2190 a.C.     |
|             |                    |                  | Nefer        |              |                         | intorno 2190 a.C.     |
|             |                    |                  | Ibi          |              |                         | intorno 2190 a.C.     |
|             |                    |                  | ?            |              |                         |                       |
|             |                    |                  | ?            |              |                         |                       |